# Богдан Кризман
Богдан Кризман (Вараждин, 28. јул 1913 — Загреб, 5. јул 1994) је био југословенско-хрватски историчар.
Његов отац је био Хинко Кризман, министар у неколико влада Краљевине СХС.
Завршио је студије у 1937. на Правном факултету Универзитета у Загребу. Дипломирао је међународно право и дипломатију историје на Слободној школи политичких наука у Паризу. Након тога, био је запослен у југословенском Министарствy спољних послова у Београду. Између 1941. и 1945. године, yсташке су га власти интернирале у Лепоглави и Грацу.
Од 1947. до 1949. био је дипломатски представник Југославије у Бечу. Докторирао је 1952. у Загребу са тезом о историји дипломатије Дубровачке републике у 18. веку. Од 1950. до 1958. радио је у Државном архиву, од 1958. до 1970. био је активан на Јадранском институту Југословенске академије знаности и умјетности.
Од 1970. је предавао општу историју државе и права на Универзитету у Загребу од 1976. до одласка у пензију 1983, као редовни професор. Важио је за међународног експерта за историју Независне Државе Хрватске.

## Радови
- О дубровачкој дипломатији, 1951.
- Хитлеров План 25 против Југославије, 1952.
- Дипломати и конзули у старом Дубровнику, 1957.
- Спољна политика југословенске државе 1918—1941. Дипломатско-хисторијски преглед, 1977.
- Распад Аустроугарске и стварање југославенске државе, 1977.
- Анте Павелић и усташе, 1978.
- Павелић између Хитлера и Мусолинија, 1980.
- Југословенске владе у избјеглиштву 1941—1943, 1981. (збирка докумената)
- Усташе и Трећи рајх, два тома, 1983.
- Павелић у бјекству, 1986.
- Хрватска у Првом свјетском рату. Хрватско-српски политички односи, 1989.